# Юкио Мишима
Кимитаке Хираоко (на японски: 平岡 公威, 14 януари 1925 – 25 ноември, 1970), известен под псевдонима Юкио Мишима (на японски: 三島 由紀夫; на английски: Yukio Mishima по системата на Хепбърн) е японски писател, поет, актьор, модел, филмов режисьор, драматург, диригент, националист и основател на организацията „Тетенокай“.
Мишима е смятан сред най-важните японски автори на 20 век. Предложен е за Нобелова награда за литература през 1968 г., но наградата отива при сънародника му Ясунари Кавабата. Творбите му включват „Изповеди на една маска“ и „Златният храм“, както и биографичното му есе „Слънце и стомана“. Творчеството на Мишима изпъква с разточителна лексика, ексцентрични метафори, смесването на традиционния японски и модерния западен стил и завладяващите му твърдения за единството между красотата, еротиката и смъртта. В творческата си и обществена дейност се бори срещу онова, което нарича безплодност на съвременния буржоазен свят. Той остава прочут с нихилистичната си следвоенна проза и факта, че завършва живота си с ритуално самоубийство.
Личният живот на Мишима е противоречив, което дори и в наши дни го прави спорна личност. Идеологически десен националист, Мишима сформира Татенокай, невъоръжена цивилна милиция, открито целяща да върне властта в ръцете на японския император. На 25 ноември 1970 г. Мишима и четири члена на неговата милиция нахлуват във военна база в центъра на Токио, където се намира щаба на Националните сили за самоотбрана, и вземат командира за заложник, като се опитват да подтикнат силите на Националните сили за самоотбрана да отменят Японската конституция от 1947 г. Когато опитът за преврат се оказва неуспешен, Мишима извършва сепуку.

## Биография и творчество

### Ранно Детство
Юкио Мишима е роден на 14 януари 1925 г. в Йотсуя, квартал на Токио (днес част от Шинджуки). Баща му, Азуса Хираока бил високопоставен държавен чиновник, а майка му, Шизуи, е дъщеря на петия директор на академията Кайсей. Дядо му по майчина линия, Кензо Хаши, бил академик в сферата на китайските класически текстове, а неговият род (Хаши) служил поколения наред на клана Маеда в префектурата Канадзава. Дядото и бабата на Мишима по бащина линия са Садатаро Хираока и Нацуко (запомнена в семейството като Нацу) Хираока. Той имал по-малка сестра, Мицуко, която умира от коремен тиф през 1945 г. на 17-годишна възраст, както и по-малък брат, Чийуки.
Ранното детство на Мишима е белязано от присъствието на баба му, Нацуко, която полага грижи за момчето и го отделя от най-близките му роднини за няколко години. Нацуко била внучката на Мацудайра Йоритака, даймио (феодален господар) на Шишидо, част от провинцията Хитачи, и била отгледана в дома на принц Арисугава Тарухито. Тя поддържала значителни аристократични претенции, дори и след като се омъжва за дядото на Мишима – бюрократ направил състояние в новоотворената Северна колониална граница и който в крайна сметка става генерал-губернатор на префектурата Карафуто, намираща се на остров Сахалин. Заради рода на баба си, Мишима е директен потомък на Токугава Йеясу – основател и първи шогун на японския шогунат Токугава. Нацуко била склонна към насилие и мрачни изблици, които понякога са отразявани в творчеството на Мишима. Някои биографи проследяват очарованието на Мишима от смъртта именно до Нацуко. Последната не позволявала на Мишима да се излага на слънчева светлина, да практикува всякакъв вид спорт или да си играе с други момчета. Той прекарвал много от времето си сам или в компанията на свои братовчедки и техните кукли.
Мишима се връща при по-близките си роднини, когато е на 12 години. Баща му, който имал слабост към военната дисциплина, използвал методи на възпитание, като например да държи малкото момче близо до минаващ влак. Също така претърсвал стаята на Мишима за доказателства за „мекушаво“ увлечение по литературата и често късал ръкописите на момчето.

### Образование и ранно творчество
На шестгодишна възраст Мишима е записан в елитното благородническо училище Гакушуин в Токуо. На дванадесетгодишна възраст той започва да пише първите си разкази. Мишима жадно прочита произведенията на много класически японски автори, както и на Реймон Радиге, Оскар Уайлд, Райнер Мария Рилке и други европейски автори (в превод и оригинал). Учи немски, френски и английски. След шест години в училище, той става най-младият член от редакторската гилдия на литературното си общество. Мишима е привлечен от творбите на японския писател Мичизо Тачихара (1914 – 1939), което впоследствие създава у него почит към японската класическа поетична форма „уака“. Първите му публикувани трудове включват именно стихотворения в „уака“, преди да обърне вниманието си към прозата.
Той е поканен да напише къс разказ за литературното списание на Гакушуин и издава Hanazakari no Mori (花ざかりの森, Гора в пълен разцвет) – разказ, в който разказвачът описва усещането, че предците му по някакъв начин все още живеят чрез него. Учителите на Мишима били толкова впечатлени, че предложили разказа на престижното литературно списание Бунгей-Бунка. В разказа той употребява метафори и афоризми, които по-късно стават негов отличителен белег. Публикуван е в книжен вариант през 1944 г. в ограничен тираж (4000 броя), заради недостига на хартия във военно време. За да го предпазят от враждебни реакции от съученици, учителите му измислят псевдонима „Юкио Мишима“.
Разказът на Мишима Tabako (煙草, Тютюн), публикуван през 1946 г., описва част от подигравките и тормоза, на които е подложен в училище, когато по-късно признава на членове на училищния ръгби клуб, че е част от литературното общество. Тази травма му служи като материал за по-късния му разказ Shi o Kaku Shōnen (詩を書く少年, „Момчето, което пишеше стихове“) от 1954 г.
През Втората световна война Мишима получава повиквателно известие от Императорската армия. По време на медицинския му преглед той е настинал и младият военен лекар погрешно диагностицира хрипове в белите му дробове като туберкулоза. Мишима е обявен за негоден за военна служба и започва работа във фабрика.
Въпреки че авторитарният му баща му забранява да пише повече разкази, Мишима продължава тайно да го прави всяка нощ с подкрепата и закрилата на майка си, която първа ги прочитала. Присъствайки на лекции през деня и пишейки през нощта, Мишима завършва право в университета в Токио през 1947 г. Той получава пост като държавен служител в Министерството на финансите и е подготвян за обещаваща кариера. След първата година, обаче, Мишима толкова се изтощил физически и психически от работата, че баща му се съгласил той да напусне и да се отдаде на писането.

### Следвоенна литература
Мишима пише романи, популярни сборници с повести, къси разкази и литературни есета, както и високоценени пиеси за театъра Кабуки и модерни версии на японския традиционен драматичен жанр Нох. Kemono no Tawamure (獣の戯れ, Веселбата на зверовете) е определяна като пародия на класическата Нох пиеса Мотомезука, написана през 14 век от драматурга Кийоцуги Кан'ами. През 1945 г. Мишима започва късия разказ Misaki nite no Monogatari (岬にての物語, „История под пелерината“) и продължава да работи по него към края на войната. През януари 1946 г. той посещава известния писател Ясунари Кавабата в Камакура, вземайки със себе си текстовете на Chūsei (中世, „Средновековието“) и Tabako („Тютюно“) и го моли за помощ и съвети. Следвайки предложенията му, Tabako е публикуван през 1946 г. в новото литературно списание Ningen (人間, „Човечество“).
Също така през 1946 г. Мишима започва първия си роман Tōzoku (盗賊, „Крадци“), който разказва за двама млади члена на аристокрацията подтикнати към самоубийство. Публикуван е през 1948 г., пращайки Мишима в категорията на Второто поколение следвоенни писатели. Следва Признания на една маска, полу-автобиографично свидетелство на един млад хомосексуалист, който трябва да се крие зад маска, за да се впише в обществото. Романът е изключително успешен и превръща Мишима в знаменитост на едва 24-годишна възраст. Около 1949 г. Мишима публикува сборник от есета за Ясунари Кавабата, към който той изпитва дълбоко възхищение, в списание Киндай Бунгаку.
Творчеството му води до международна известност и голям брой последователи в Европа и в Съединените американски щати, като повечето от най-известните му творби са преведени на английски език. Мишима пътувал много, като участва в 7 околосветски пътешествия. През 1952 г. посещава Гърция, която го пленява от ранното му детство. Елементи от посещението му се появяват в Shiosai (潮騒, „Шумът на вълните“), публикуван през 1954 г. и вдъхновен от гръцката легенда за Дафнис и Хлоя.
Мишима използва много съвременни събития в творбите си. Златният храм, публикуван през 1956 г, е романизация на изгарянето на известния храм в Киото. Utage no ato (След Банкета), публикувано през 1960 г., толкова подробно следва събитията около политикът Хаширо Арита и кампанията му за губернатор на Токио, че Мишима бива съден за навлизане в личното пространство. През 1962 г. е публикувано най-авангардното произведение на Мишима, Utsukushii hoshi (Красива Звезда), което на моменти се доближава до научна фантастика и получава смесена критика.
Мишима три пъти е номиниран за Нобелова награда за литература и е любимец на много чуждестранни издателства. Въпреки това през 1968 г. именно ранният му ментор Кавабата печели нобеловата награда и Мишима осъзнава, че шансовете друг японски писател да я спечели в близко бъдеще са минимални. В произведение, публикувано през 1970 г., Мишима пише, че писателите представители на модерната Западна литература, на които е обръщал най-голямо внимание, са Жорж Батай, Пиер Клосовски и Витолд Гомбрович.

### Актьорска кариера и работа като модел
Мишима е и актьор и получава главна роля във филма на Ясудзо Масумура от 1960 г., Страх от смъртта. Той също така получава роли във филми като Йукоку (режисиран от самия него, 1966 г.), Черен гущер (режисиран от Кинджи Фукасаку, 1968 г.) и Хитокири (режисиран от Хидео Гоша, 1969 г.). Мишима изпълнява и основната песен на филма Страх от смъртта (текстът е негов, а музиката е на Шичиро Фуказава).
Мишима е включен като фотомодел в сесията Ба-Ра-Кей: Мъчение чрез рози на Айко Хосое, както и в сесиите на Тамоцу Ято – Млад Самурай: Строителите на Япония и Отоко: Фотогравско изследване на млад японски мъж. Американският автор Доналд Ричи прави кратък и жив писмен портрет на Мишима облечен в препаска и въоръжен със самурайски меч, позирайки в снега за една от фотосесиите на Тамоцу Ято.

### Личен живот
През 1955 г. Мишима започва да вдига тежести и не нарушава тренировъчния си режим от три тренировки седмично през следващите 15 години до края на живота си. В есето си Слънце и стомана от 1968 г. Мишима осъжда наблягането от страна на интелектуалците върху ума, като по-важен от тялото. По-късно той развива много добри умения по карате и по-специално по кендо, традиционен японски фехтовален спорт.
След като обмисля за кратко да се ожени за Мичико Шода (която по-късно се омъжва за коронования принц Акихито и става императрица Мичико), Мишима се жени за Йоко Сугияма на 11 юни 1958 г. Двойката има две деца: дъщеря на име Норико (родена на 2 юни 1959 г.) и син на име Личиро (роден на 2 май 1962 г.).
Докато работи върху Забранени цветове, Мишима посещава гей барове в Япония. Сексуалната му ориентация била проблем, който безпокоял вдовицата му и след кончината му тя винаги отричала хомосексуалността му. През 1998 г. писателят Жиро Фукушима публикува разказ за връзката му с Мишима през 1951 г., включващ петнадесет писма между него и известния писател. Децата на Мишима успешно осъждат Фукушима за нарушаване на личното пространство и авторските права.
През 1961 г. Мишима се записва в японските сухопътни сили и преминава базово обучение. Година по-късно той основава Татенокай („Обществото на щита“) – частна милиция, изградена предимно от млади студенти, които се обучавали на военни принципи и физическа дисциплина и се заклевали да защитават японския император. Обучавал ги самият Мишима. Според идеологията му, обаче, императорът не бил задължително управляващия такъв, а по-скоро абстрактна представа за Япония. В Eirei no Koe (Гласовете на героичната смърт) Мишима осъжда император Хирохито за отхвърлянето на династическата си божественост след края на Втората световна война, твърдейки, че милиони японци дали живота си през войната в името на „живия бог“ император и отказването на последния от божествеността си прави смъртта им напразна.
В последните десет години от живота си Мишима написва няколко цели пиеси, участва в няколко филма, сърежисира адаптация на един от разказите си Патриотизъм: Церемония за живота и смъртта. Освен това той продължава работата по последната си тетралогия Hōjō no Umi (Морето на изобилието), която включва романите Пролетен сняг, Тичащи коне, Кулата на мъглата и Падението на ангела и излиза месечно на части от септември 1965 г. до 1970 г.
Към края на живота си Мишима възприема силно индивидуален тип национализъм и защитава монархическите идеи, както и самурайските традиции. Той бил мразен от левицата, особено заради откритата си отдаденост на бушидо (самурайския код) и от популярни националисти, заради твърдението си в Bunka Bōeiron (文化防衛論, „В защита на културата“), че Хирохито е трябвало да абдикира и да поеме отговорността за загубените през войната животи.

### Опит за преврат и ритуално самоубийство
На 25 ноември 1970 г. Мишима и четирима членове на Татенокай посещават главнокомандващия на военния лагер Ичигая, който е и щаб-квартира на Източното командване на Японските сили за самозащита. Вътре, писателят и съучастниците му се барикадират в офиса и завързват главнокомандващия за стола. С предварително подготвено изявление и знаме, изброяващо исканията им, Мишима излиза на балкона и се обръща към насъбралите се долу хиляди военнослужещи. Речта му цели да вдъхнови преврат срещу „твърде мирната конституция“, който да възстанови императора на власт. Това обаче раздразва войниците, които му отговарят с подигравки. Той завършва подготвената си реч и се връща в офиса на главнокомандващия, където извършва ритуално самоубийство – сепуко. По време на ритуала един от членовете на Татенокай, Масакацу Морита, е избран за помощник или kaishakunin, чийто дълг е да обезглави Мишима. Морита не успява правилно да извърши задачата и след три неуспешни опита я прехвърля на друг член, Хироясу Кога, който я изпълнява. После Морита се навежда и се намушква в корема, след което Кога изпълнява повторно дълга на kaishakunin и го обезглавява. В Япония този опит за преврат е познат като „Mishima jiken“ (三島事件, „Инцидентът с Мишима“).
Друг традиционен елемент от ритуала за самоубийство е композирането на така наречените предсмъртни стихотворения преди влизането на групата в щаб-квартирата. Мишима планира внимателно самоубийството си в течение на поне една година, но никой освен няколко избрани члена на Татенокай не знае за намерението му. Преводачът Джон Нейтън, неговият биограф, предполага, че опитът за преврат е само претекст за ритуалното самоубийство, за което Мишима дълго мечтаел. Той предварително се погрижил за всичките си задължения и оставил пари за съдебната защита на оцелелите трима члена на Татенокай.

## Завещание
Много се спекулира за самоубийството на Мишима. Когато умира, той тъкмо е завършил тетралогията си Морето на плодородието. Мишима написва поне 34 романа (15 от които са екранизирани приживе), около 50 пиеси, около 25 книги с къси разкази, поне 35 книги с есета, едно либрето и един сценарий за филм. Определен е като един от най-важните следвоенни стилисти на японския език.
Гробът на Мишима се намира в гробището Тама във Фучу, Токио. През 1988 г. в чест на неговите живот и творчество е въведена Награда Мишима. На 3 юли 1999 г. в Яманакако отваря врати „Литературен Музей Юкио Мишима“.
През 1985 г. Пол Шрадър прави биографичен филм, озаглавен Мишима: живот в четири части. Въпреки това филмът никога не е пуснат по киносалоните в Япония. Друг филм от 2012 г., озаглавен 11:25 Денят, в който той избра съдбата си, хвърля светлина върху последния ден на писателя.
През 2014 г. Мишима е сред встъпително наградените на Почетния поход на дъгата – поход на славата, проведен в квартала Кастро на Сан Франсиско, в чест на ЛГБТ личности, „които значително са допринесли в своята област“.

## Други произведения
- „Жажда за любов“ (1950)
- „Забранени удоволствия“ (1951),
- „Нейно височество Аои“ (пиеса, 1955)
- „Дълга пролет“ (1956)
- „Златният храм“ (1956)
- „Разклатената добродетел“ (1957)
- „Рози и пирати“ (пиеса 1958)
- „Домът Киоко“ (1959)„
- „Тропически дървета“ (пиеса 1960)
- Меч“ (повест, 1963)
- „Кото, носеща радост“ (пиеса, 1963)
- „Моряка, когото отхвърли морето“ (роман, 1963),
- „Коприна и проницателност“ (1964)
- „Маркиза дьо Сад“ (1965)
- „Моят приятел Хитлер“ (1968)

На български език
- Златният храм: Роман. Прев. Дора Барова, „Народна култура“, София, 1990 – I изд.; ИК „Труд“, 2005 – II изд;
- Фонтани под дъжда: Разказ. Прев. Антон Андреев, публикация в „Литературен вестник“, бр. 32/1995
- Патриотизъм: Новела. Прев. Иван Тотоманов (от руски), публикация във „Факел Експрес“, бр. 3/2007
- Галопиращи коне: Роман. Прев. Дора Барова, „Летера“, Пловдив, 2012
- Пролетен сняг: Роман. Прев. Дора Барова, „Летера“, Пловдив, 2012
- Морякът, комуто морето обърна гръб: Роман. Прев. Дора Барова, Пана Барова - Озджан, „Апостроф“, София, 2020
- Отдаденост: Новела. Прев. Биляна Бойчинова, Евелина Генкова (Въжарова), Мартин Петров, Моника Хитова (Стоянова), Университетско издателство „Св. Климент Охридски“, София, 2022

## Награди
- Награда Шинчо от издателство Шинчоша, 1954 г. за Шумът на вълните
- Награда Кашида за драматургия от издателство Шинчоша, 1955 г. за Shiroari no Su (白蟻の巣?, „Гнездо на термити“)
- Награда Йомиури за най-добър роман от вестник Йомиури, 1956 г. за Златният храм
- Награда Шуукан Йомиури за драматургия в жанр Шингеки от вестник Йомиури, 1958 г. за Bara to Kaizoku (薔薇と海賊?, „Розата и Пиратът“)
- Награда Йомиури за най-добра драматургия от вестник Йомиури, 1961 г. за Toka no Kiku (十日の菊?, „Десетата хризантема“, „Денят след панаира“)
- Един от десетте финалисти за Нобеловата награда за литература, 1963 г.
- Награда за изкуство Майничи от вестник Майничи Шимбун, 1964 г. за Коприна и проницание
- Награда на Фестивала на изкуството от Министерството на образованието на Япония, 1965 г. за Мадам дьо Сад